# Mercator Kolleg für internationale Aufgaben
Das Mercator Kolleg für internationale Aufgaben ist ein Projekt der Studienstiftung des deutschen Volkes und der Stiftung Mercator, in Kooperation mit dem Auswärtigen Amt. Bis 2024 auch der Schweizerischen Studienstiftung und der Stiftung Mercator Schweiz in Kooperation mit dem Eidgenössischen Departement für auswärtige Angelegenheiten. Das Kolleg ging 2009 aus der bereits seit 1995 bestehenden Vorgängerorganisation Stiftungskolleg für internationale Aufgaben hervor, welches von der Robert-Bosch-Stiftung gefördert worden war.

## Organisation
Jedes Jahr fördert das Kolleg 25 deutschsprachige Hochschulabsolventen und junge Berufstätige zur Förderung und Qualifizierung von Nachwuchskräften, die einen Berufseinstieg im internationalen Kontext anstreben. Das Kolleg ist mit einem Stipendium verbunden und bereitet dabei auf einen Berufseinstieg, insbesondere auf den Gebieten Außen- und Sicherheitspolitik, internationale Wirtschafts- und Finanzbeziehungen sowie in der technisch-naturwissenschaftlichen und entwicklungsbezogenen Zusammenarbeit, vor. Rektor ist seit 2011 der ehemalige Staatssekretär und Botschafter in Washington Klaus Scharioth, von 2016 bis 2023 war der ehemalige Schweizer Diplomat und Botschafter Georges Martin Vize-Rektor.
Während des dreizehnmonatigen Programms arbeiten die Stipendiaten in zwei bis drei internationalen Organisationen sowie global tätigen Nichtregierungsorganisationen weltweit. Ein selbst gewähltes Projektthema von globaler Relevanz (mögliche thematische Rahmen sind z. B. Außen- und Sicherheitspolitik, Wirtschafts-, Gesundheits-, Migrations-, Kultur-, Klima- und Energiepolitik) bestimmt die Wahl der Arbeitsstationen. In Kollegphasen diskutieren sie globale Probleme mit hochrangigen Persönlichkeiten wie dem UN-Hochkommissar für Flüchtlinge oder dem außenpolitischen Berater im Bundeskanzleramt. Begleitend finden Summer und Winter Schools zur Entwicklung von Führungs- und Schlüsselkompetenzen statt, darunter Rhetorik-, Kommunikations- und Verhandlungstrainings. Alle Reisekosten zu Auslandsaufenthalten werden übernommen. Darüber hinaus stehen weitere Fördermittel für Konferenzen und Sprachkurse zur Verfügung. Am Ende eines Kollegjahres wird jeweils eine Sonderausgabe der Zeitschrift Internationale Politik von den Teilnehmenden verfasst.
Eingebettet sind die Kollegiaten in ein Netzwerk von über 400 Alumni sowohl des Mercator Kollegs als auch seiner Vorgängerorganisation, des Stiftungskollegs, die im Netzwerk für internationale Aufgaben organisiert sind. Bekannte Absolventen sind unter anderem Kristina Lunz, Eva Rehfuess, Jan Techau und Fabian Hinz aus Deutschland oder Nicola Forster aus der Schweiz.

## Programm und Geschichte
| Rektoren des Mercator Kollegs und des ehemaligen Stiftungskollegs für internationale Aufgaben |                 |                |
| Nr.                                                                                           | Name            | Amtszeit       |
| 1                                                                                             | Klaus Otto Nass | 1995 bis 2000  |
| 2                                                                                             | Tono Eitel      | 2001 bis 2007  |
| 3                                                                                             | Heimo Richter   | 2007 bis 2011  |
| 4                                                                                             | Klaus Scharioth | 2011 bis heute |

Die Programmleitung liegt in Händen von Teresa Spancken, Stiftung Mercator, und Katharina Seibel, Studienstiftung des deutschen Volkes.